# مدال ادبی نجیب محفوظ

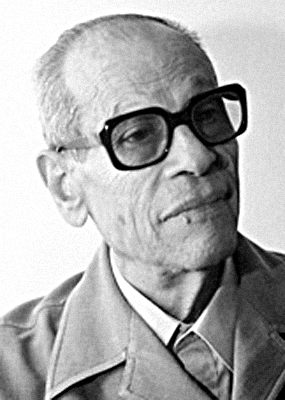
نجیب محفوظ

مدال ادبی نجیب محفوظ از جایزه جوایز ادبی ادبیات عرب است.
این جایزه به بهترین رمانی داده می‌شود که به زبان عربی نوشته شده ولی هنوز به انگلیسی ترجمه نشده باشد. کتاب برنده توسط انتشارات دانشگاه آمریکایی قاهره به انگلیسی ترجمه می‌شود. دانشگاه آمریکایی قاهره این جایزه را از سال ۱۹۹۶ در ۱۱ دسامبر هر سال، سالروز تولد نجیب محفوظ-نویسنده برنده نوبل- اهدا می‌کند.

## برندگان
- ۱۹۹۶: ابراهیم عبدالمجید، مکان دیگر؛ لطیفه الزیات، در باز
- ۱۹۹۷: مرید برغوثی، رام‌الله را دیدم؛ یوسف ادریس، شهر عشق و خاکستر
- ۱۹۹۸: احلام مستغانمی، رامه و اژدها
- ۱۹۹۹: ادوار الخراط، یاد جسد
- ۲۰۰۰: هدی برکت، کشاورز آب‌ها
- ۲۰۰۱: اوراق نرگس، سمیه رمضان
- ۲۰۰۲: بنسام حمیش، علامه
- ۲۰۰۳: خیری شلبی، اقامتگاه
- ۲۰۰۴: عالیه ممدوح، عزیزان
- ۲۰۰۵: یوسف ابو ریه، شب عروسی
- ۲۰۰۶: سحر خلیفه، تصویر، ایکون و قول‌نامه
- ۲۰۰۷: آمینه زیدان، شراب سرخ
- ۲۰۰۸: حمدی ابو جلیل، سگی بدون دم
- ۲۰۰۹: خلیل صویله، نویسنده عشق
- ۲۰۱۰: میرال الطحاوی، بروکلین هایتس
- ۲۰۱۱: خلاقیت ادبی انقلابی مردم مصر
- ۲۰۱۲: عزت القمحاوی، خانه گرگ
- ۲۰۱۳: خالد خلیفه، در آشپزخانه‌های این شهر چاقویی نیست
- ۲۰۱۴: حمور زياده، شوق درویش
- ۲۰۱۵:حسن داوود، راهی به بهشت نیست
- ۲۰۱۶: عادل عصمت.[۱]، داستانهایی از یوسف تادرس
- ۲۰۱۷: حزامة حبايب.[۲]،مخمل
- ۲۰۱۸: أميمة الخميس، "مسرى الغرانيق في مدن العقيق